# Petr Kolář (vědec)
Petr Kolář (* 2. prosince 1961 Olomouc) je český filozof, logik, matematik a kybernetik, v letech 2000 až 2003 děkan Filozofické fakulty Univerzity Karlovy, později prorektor soukromé vysoké školy UJAK.

## Život
Narodil se v prosinci 1961 v Olomouci. Po maturitě studoval v letech 1981 až 1982 na Fakultě jaderné a fyzikálně inženýrské ČVUT. Poté přešel na Přírodovědeckou fakultu Univerzity Palackého, kde v letech 1982 až 1987 studoval matematickou informatiku. V roce 1987 získal v oboru titul doktora přírodních věd a o dva roky později nastoupil do zaměstnání na Filosofickém ústavu Akademie věd České republiky, kde v letech 1989 až 1991 pracoval jako odborný pracovník a v roce 1991 se stal vedoucím vědeckým pracovníkem. V roce 1992 absolvoval pobyt na Londýnské univerzitě, o rok později se stal kandidátem věd a v roce 1995 mu byla udělena Cena Josefa Hlávky. V roce 1998 se habilitoval v oboru logika, načež v roce 2000 se stal vědeckým pracovníkem Filosofického ústavu AV. Během své kariéry působil také na univerzitách ve Finsku (v Helsinkách, Tampere a Turku), Velké Británii (v Londýně) a v USA (Chapel Hill v Severní Karolíně).
V únoru 2000 se stal děkanem Filozofické fakulty Univerzity Karlovy, kde dříve v letech 1995 až 1997 externě přednášel. V letech 1991 až 1994 dále externě přednášel na Přírodovědecké fakultě Univerzity Karlovy. V roce 1999 se stal členem vědecké rady Filozofické fakulty Univerzity Palackého, v roce 2000 pak také členem vědecké rady Masarykovy univerzity a v roce 2001 se stal členem vědecké rady AV ČR. V lednu 2003 skončil ve funkci děkana, když jej nahradil Jaroslav Vacek. V roce 2003 se stal Kolář náměstkem ministryně školství Petry Buzkové. Později se stal prorektorem pro rozvoj, vědu a zahraniční styky Univerzity Jana Amose Komenského Praha.
Ve své odborné činnosti se specializuje na témata logiky, metaetiky či analytické filozofie.